# Episodi de Il mistero dei Templari - La serie
La prima stagione della serie televisiva Il mistero dei Templari - La serie, composta da dieci episodi, è stata pubblicata sul servizio di streaming on demand Disney+ dal 14 dicembre 2022.
| n° | Titolo originale       | Titolo italiano         | Pubblicazione    |
| -- | ---------------------- | ----------------------- | ---------------- |
| 1  | I'm a Ghost            | Sono un fantasma        | 14 dicembre 2022 |
| 2  | The Treasure Map       | La mappa del tesoro     | 14 dicembre 2022 |
| 3  | Graceland Gambit       | Colpo a Graceland       | 21 dicembre 2022 |
| 4  | Charlotte              | Charlotte               | 28 dicembre 2022 |
| 5  | Bad Romance            | Amore tormentato        | 4 gennaio 2023   |
| 6  | Frenemies              | Nemiche-amiche          | 11 gennaio 2023  |
| 7  | Point of No Return     | Punto di non ritorno    | 18 gennaio 2023  |
| 8  | Prison Break           | Evasione                | 25 gennaio 2023  |
| 9  | A Meeting with Salazar | Un incontro con Salazar | 1º febbraio 2023 |
| 10 | Treasure Protectors    | Protettori di tesori    | 8 febbraio 2023  |

## Sono un fantasma
- Titolo originale: I'm a Ghost
- Diretto da: Mira Nair
- Scritto da: Marianne e Cormac Wibberley

### Trama
Nel 2001, un cacciatore di tesori di nome Rafael Rios cerca un tesoro da anni ma un uomo chiamato Salazar, che sta anche lui cercando il tesoro, lo segue così manda la sua famiglia a nascondersi e dà a sua figlia una antica collana, prima di essere ucciso da Salazar in Messico.
Nel presente, 20 anni dopo, Jess, la figlia di Rafael, vive a Baton Rouge, Louisiana, con il permesso DACA, con i suoi amici Tasha, Oren e Ethan ed è ormai passato un anno dalla morte della madre, che le ha sempre detto che suo padre è un imbroglione. Mentre lavora in un deposito, Jess trova un garage abbandonato con dentro strane cose e, essendo brava negli enigmi, scopre che appartiene a Peter Sadusky e va ad incontrarlo. Sadusky nota la collana di Jess e le dà una lettera e una foto indirizzate a Liam, il nipote da cui si è allontanato. Mentre Liam rifiuta la lettera, una donna di nome Billie manda dei finti agenti dell'FBI a recuperarla, senza riuscirci. Jess e Tasha decodificano la foto e trovano una scatola rompicapo nella loggia massonica di Sadusky, che contiene un simbolo corrispondente alla collana di Jess. Poco dopo, Billie contatta Jess e Tasha, rivelando di avere Oren in ostaggio. Nel frattempo, a Città del Messico, Salazar viene mostrato in prigione mentre disegna lo stesso simbolo su un foglio di carta.

## La mappa del tesoro
- Titolo originale: The Treasure Map
- Diretto da: Nathan Hope
- Scritto da: Rick Muirragui

### Trama
Jess e Billie accettano di incontrarsi in un negozio di souvenir di un museo per scambiare la scatola con Oren. Prima di partire, Jess e Tasha vanno all'FBI per denunciare il rapimento di Oren, ma Tasha non vuole che usino i loro veri nomi. Una nuova agente dell'FBI, Ross, prende le loro informazioni, ma Jess esita e decide di non presentare la denuncia di rapimento. Sulla strada per il museo, Jess risolve la scatola rompicapo e scopre che il suo interno è formato da dei pezzi che formano una parte di una mappa. Jess e Tasha fotografano i pezzi della mappa prima di ripristinare la scatola. Al negozio di souvenir del museo, Jess nasconde un portachiavi nella scatola del puzzle e cerca di far arrestare Billie. Sfortunatamente, Billie riesce a scappare senza problemi. Nel frattempo, Liam scopre che Peter gli ha consegnato l'intera casa nel suo testamento, costringendolo a rimanere in Louisiana fino alla vendita della casa, invece di trasferirsi in Tennessee per iniziare la sua carriera musicale. Jess incontra di nuovo Liam e quest'ultimo decide di mostrare una stanza nascosta nella casa di Peter, contenente un documento scritto dalla madre di Jess. Nel frattempo, Billie analizza la scatola rompicapo e trova il portachiavi, sapendo così che Jess è riuscita ad aprirla.

## Colpo a Graceland
- Titolo originale: Graceland Gambit
- Diretto da: Monica Raymund
- Scritto da: Gabriel Llanas

### Trama
Jess e Liam trovano un video della madre di Jess che racconta la storia di La Malinche. Sebbene La Malinche fosse nota come traduttrice di Hernán Cortés, fondò una società segreta nota come Figlie del Serpente Piumato, che portava lo stesso simbolo della collana di Jess e nascondeva un tesoro all'Inquisizione spagnola. Il gruppo scopre che ci sono 3 scatole rompicapo che portano al tesoro: Giada, Ossidiana e Lapis. Il gruppo trova un indizio nella stanza di Sadusky, relativo ad una colomba ed a Elvis Presley. Il gruppo si reca a Memphis, nel Tennessee, a Graceland, per trovare una stanza segreta ed un altro indizio. Lì, Jess trova un indizio audio di Elvis su un disco d'oro di La Paloma. Nel frattempo, Billie e i suoi scagnozzi risolvono la scatola Ossidiana e hanno già la scatola Giada. Un indizio sulle scatole li conduce a Iztaccihuatl, solo che Billie si rende conto troppo tardi che si tratta di una trappola, causando la morte di uno dei suoi scagnozzi, Pete. Mentre Billie e Kacey piangono la loro perdita, Billie acquisisce una copia dell'indizio audio di Jess.

## Charlotte
- Titolo originale: Charlotte
- Diretto da: Antonio Negret
- Scritto da: Marianne e Cormac Wibberley

### Trama
Billie fa rapporto ad un consiglio di amministrazione, che dubita che lei sia all'altezza del compito di trovare e raccogliere il tesoro. I loro dubbi vengono dissipati quando lei condivide con loro l'indizio audio di Elvis Presley. Nel frattempo, non riuscendo a decifrare l'indizio, Jess e i suoi amici si recano alla veglia funebre di Sadusky, dove sono presenti gli agenti Ross e Hendricks e Riley Poole. Jess e i suoi amici chiedono aiuto a Riley per trovare l'indizio, mentre Ross, che sospetta che Sadusky sia stato avvelenato, preleva campioni di piante e medicinali nell'ufficio di Sadusky. Ethan nota che un uomo anziano in un'auto marrone che li seguiva in Tennessee è apparso anche alla veglia, ma Ethan lo spaventa e informa la squadra. Più tardi, Riley e Jess vengono rinchiusi nella stanza degli indizi di Sadusky e per poco non muoiono per mancanza di ossigeno. Tuttavia, sopravvivono e deducono che l'indizio riguarda Sacajawea e un diario nella villa del governatore della Louisiana. Dopo la veglia, Liam e Jess si baciano. Riley riceve una telefonata da Ben e avverte Jess che qualcun altro ha una copia dell'indizio audio di Elvis.

## Amore tormentato
- Titolo originale: Bad Romance
- Diretto da: Laura Belsey
- Scritto da: Sasha Stroman

### Trama
Jess ed Ethan si recano di nascosto alla villa del governatore, nascondendosi da Liam, che viene a sapere che il Diario sarà esposto durante il ballo del governatore. Jess affronta Liam sul fatto che Billie ha ottenuto l'indizio, sconvolgendolo. Tasha trova una cimice nelle scarpe di Oren messa da Billie e riproduce un video di Oren su YouTube per non far capire a Billie di averla trovata. Jess si scusa con Liam e i due fanno pace. La squadra, con la ragazza di Ethan, Meena, va al ballo. All'ufficio dell'FBI, l'agente Ross conferma che Sadusky è stato avvelenato la notte in cui è morto. Nel frattempo, la squadra di Billie lavora sull'indizio audio e pensa che si riferisca ad un diario scritto da Hernan Cortes. Purtroppo, il diario che Billie trova è falso. La squadra di Billie deduce che la squadra di Jess ha trovato la cimice quando abbina l'audio al video di Oren e scopre che stanno andando al ballo del governatore. Billie nota anche che Jess nel video di Oren indossa la collana di Rafael Rios. Al ballo, Jess e Ethan ballano, scatenando la gelosia di Liam e Meena. Jess cerca di trovare Liam, ma lo sorprende a rubare il diario e scappa prima che una guardia si accorga della mancanza del diario e sospetti di Jess, che scappa dal ballo e, all'arrivo della polizia, Billie la aiuta a fuggire.

## Nemiche-amiche
- Titolo originale: Frenemies
- Diretto da: Kevin Alejandro
- Scritto da: John-Paul Nickel

### Trama
Billie cerca di convincere Jess che sono dalla stessa parte e che ha comprato il diario di Lewis da Liam. Jess va a casa di Liam e la trova messa a soqquadro. L'uomo nell'auto marrone aggredisce Jess, che viene salvata da Kacey. Jess risolve l'indizio del diario, che porta al pozzo di Alamo in Texas. Jess, Billie e Kacey progettano di cercare la terza scatola nel pozzo durante una rievocazione della battaglia. Nel frattempo, Ethan va a trovare Meena che lavora in ospedale, dove i due si lasciano amichevolmente. Ethan trova Liam in ospedale con gravi ferite. Liam racconta a Ethan di aver rubato il diario quando ha visto Billie al ballo, ma di aver subito un'imboscata da Kacey. Durante la rievocazione, Jess, avendo capito che Billie la stava ingannando, la intrappola nel pozzo prima di essere salvata da Oren e Tasha. Jess dice loro di aver ribaltato la situazione e che l'indizio del Pozzo di Alamo non si riferisce al pozzo in Texas, ma a una banca in Messico, scassinata da Salazar, ora in prigione in Messico. Jess decide di incontrare Salazar di persona. Nell'ufficio dell'FBI, l'agente Ross indaga sull'incidente del negozio di souvenir e cerca di capire chi sia Billie. Dopo l'arresto di Billie, Kacey contatta Myles, il custode di Sadusky, per consegnare all'FBI una chiavetta che contiene le prove per incastrare Jess per l'omicidio di Sadusky.

## Punto di non ritorno
- Titolo originale: Point of No Return
- Diretto da: Sherwin Shilati
- Scritto da: Paola Villegas Soruco

### Trama
La chiavetta di Myles contiene una falsa registrazione di Jess che avvelena Sadusky. Hendricks dice a Ross di arrestare Jess. Jess e Tasha vedono l'FBI irrompere nel loro appartamento e scoprono che Billie ha incastrato Jess per l'omicidio di Sadusky. Vanno a casa di Owen e Ethan per fare i bagagli per il Messico. Ethan dice a Jess di Liam e va all'FBI per perorare la causa di Jess. Lì ascolta la registrazione e nota che la finta "Jess" fa un errore grammaticale che difficilmente direbbe, ma Billie sì. Liam non riesce a contattare Jess. Tuttavia, il suo capo lo paga per cantare al bar, dato che la sua esibizione a Graceland è diventata virale e ha attirato una grande folla. Dopo essersi esibito, trova Myles, che era con Kacey. Myles si offre di aiutarlo a trovare Jess, ma Liam è riluttante a fidarsi di lui. Jess scopre che Salazar è in realtà suo padre, Rafael, e che la polizia ha pensato che fosse Salazar quando è stato arrestato. Rafael le dà un indizio che porta ad un convento. Lì, Jess e gli altri trovano la scatola di lapislazzuli. Con tutte e tre le scatole, assemblano la mappa, ma non riescono a interpretarla. Jess decide di incontrare di nuovo suo padre, ma vede solo Billie. Preoccupata per la sorte del padre, Jess decide di farlo evadere di prigione.

## Evasione
- Titolo originale: Prison Break
- Diretto da: Sherwin Shilati
- Scritto da: Dwain Worrell

### Trama
Billie riconosce "Salazar" Rafael, e lo incolpa della morte del fratello. Gli amici di Jess progettano di farla entrare in prigione. Oren, preoccupato per le conseguenze, decide di tornare in Louisiana. Una volta a casa, Ross cerca di chiedere a Oren dove si trovi Jess, ma lui nega di sapere. Tuttavia, Ross nota un adesivo dell'aeroporto messicano sul bagaglio di Oren. Jess si introduce nella cella di Rafael, ma viene quasi catturata da una guardia. Jess e Rafael riescono a malapena a fuggire, a causa dell'abbattimento del cecchino della prigione. Tasha ed Ethan si separano da Jess e Rafael, prima di essere arrestati dall'FBI dopo aver attraversato il confine. Nel frattempo, Myles e Liam ottengono il telefono di Dario per trovare Jess tramite i localizzatori di Billie. Myles trova un localizzatore che colloca Billie in Messico. Liam si accorge che Billie stava tracciando suo padre. Notando che "Dario" sta usando il software di localizzazione, Billie lo chiama. Liam risponde con rabbia, sapendo che Billie è responsabile della sua morte. Billie invia degli scagnozzi a casa di Liam. Myles viene ucciso, ma Liam riesce a fuggire. Jess mostra la mappa a Rafael, che spiega che si tratta di una mappa stellare che conduce alla Devil’s Swamp. Billie e Kacey uccidono l'Uomo Barbuto, l'uomo nell'auto marrone, e catturano Jess e Rafael, grazie ai localizzatori nelle scarpe di Rafael.
- Nota: l'episodio originariamente si intitolava Albero genealogico (Family tree), ma successivamente Disney+ lo ha sostituito con Evasione (Prison Break).

## Un incontro con Salazar
- Titolo originale: A Meeting with Salazar
- Diretto da: Brad Tanenbaum
- Scritto da: Diya Mishra e Maura Milan

### Trama
Jess, dopo aver introdotto di nascosto il telefono di Ethan a bordo dell'aereo di Billie, cerca di inviare un messaggio di soccorso ai suoi amici. Mentre è sull'aereo, Billie scopre che la collana di Jess è in realtà una speciale bussola per orientarsi nella Devil's Swamp. Al quartier generale dell'FBI, Oren si sottopone al test della macchina della verità e Liam informa Ross della morte di Myles. Ross cerca di interrogare Tasha ed Ethan, ma quando Tasha rimane in silenzio, li lascia andare. Meena informa Ethan del messaggio di soccorso che ricevuto, grazie al messaggio raggiungono Jess e Billie alla Devil's Swamp. Liam mostra a Oren un libro del nonno con una nota: "Cras Est Nostrum". Dal libro scoprono che Sadusky gli ha lasciato un messaggio: Cras Est Nostrum è un gruppo di distruttori del tesoro; Billie ne fa parte e Salazar ne è il capo. Nel frattempo, Ross discute del caso con Hudson. I due si recano a casa di Sadusky, dove incontrano Dario. Ross riceve un video dell'atterraggio dell'aereo di Billie e lei e Hendricks indagano. Lì, Ross capisce che Hendricks ha avvelenato Sadusky e lo ammanetta. Ross si reca da solo alla Devil's Swamp per arrestare Billie. Tuttavia, Hendricks, fuggito, la ferisce gravemente con una spada. Rafael riconosce Hendricks come Salazar, che ha ucciso il fratello di Billie.

## Protettori di tesori
- Titolo originale: Treasure Protectors
- Diretto da: Nathan Hope
- Scritto da: Rick Muirragui (sceneggiatura); Gabriel Llanas (soggetto)

### Trama
Mentre il gruppo Cras Est Nostrum porta Jess e Rafael attraverso la Devil's Swamp, Tasha e Oren cercano di ottenere assistenza medica da Ross. Hudson chiama il telefono di Ross e guida Tasha a stabilizzarla mentre Oren chiama un'ambulanza e una squadra di ricerca. Liam ed Ethan usano una barca di riserva per raggiungere Cras Est Nostrum. Nel frattempo, mentre navigano attraverso la giungla, Jess e Rafael ingannano gli uomini di Billie facendogli attivare una trappola, provocando la morte di due di loro e Kacey che viene colpito a una gamba. Considerandola una responsabilità eccessiva, Hendricks uccide Kacey. Rendendosi conto che Hendricks ha ucciso suo fratello per lo stesso motivo, Billie lo uccide e si dichiara Salazar. Durante il caos, Jess e Rafael scappano, incontrando Ethan e Liam. Ethan decide di tornare indietro per allertare le autorità, mentre Liam si unisce a Jess e Rafael per trovare il tesoro. I tre trovano un ingresso nascosto in un tempio, che conduce al tesoro. Billie fa saltare in aria l'ingresso per entrare e cerca di bruciare le prove di Malinche, ma viene fermata da Ethan. Billie viene arrestata, mentre Jess e le sue amiche festeggiano. Qualche tempo dopo, tutti partecipano all'inaugurazione di una mostra che mostra il tesoro panamericano e convalida la madre di Jess. Liam rivela di aver trovato una cassetta lasciata da suo nonno che menziona un altro tesoro, implicando una futura caccia.